# Burg Peutelstein
Die Burg Peutelstein (gelegentlich auch Peitelstein oder Beutelstein genannt; italienisch Castello di Botestagno oder Castello di Podestagno) ist die Ruine einer Höhenburg auf dem gleichnamigen Berg (1513 m s.l.m.) über dem Tal des Boite, wenige Kilometer nördlich von Cortina d’Ampezzo in der Region Venetien.

## Geschichte
Peutelstein wurde erstmals 1175 als Botestein in einem Kaufvertrag schriftlich erwähnt, wobei unklar ist, ob es sich dabei um einen befestigten Ort, eine einfache Siedlung oder sogar nur um den topographischen Namen eines Grundstücks handelt. Vermutlich errichteten die Langobarden im 7. oder 8. Jahrhundert eine erste hölzerne Befestigung auf dem Peutelstein, um die drei hier zusammenlaufenden Täler des Boite, Fanes und Felizon, und damit den Zugang zu Venetien und Tirol zu kontrollieren. Der erste steinerne Burg wurde wahrscheinlich um 1100 errichtet, möglicherweise von Ulrich von Eppenstein, nachdem König Heinrich IV. 1077 das gesamte Gebiet an das Patriarchat von Aquileia geschenkt hatte. 
Unter den aus Treviso stammenden Herren von Camino wurde Peutelstein im 13. Jahrhundert Sitz eines Kapitänsamtes. Da die Burg an der einzigen Hauptverkehrsstraße lag, die Nordostitalien mit Mitteleuropa verband, der sogenannten Strada di Alemagna, wurde sie zu einer wichtigen Raststation für  Handelszüge, an der die Da Caminos Maut erhoben.
Im Jahr 1420 fiel das gesamte Gebiet an die expandierende Republik Venedig und wurde Teil der Terraferma. Infolge des so genannten Großen Venezianerkrieges wurde die Burg mehrmals belagert. 1508 und 1510 scheiterte die Einnahme der von Truppen Maximilan I. belagerten Burg noch. Am 13. Oktober 1511 tauchten die Kaiserlichen erneut mit zahlreicher Artillerie vor Peutelstein auf. Nach fünftägiger Belagerung und heftigem Artilleriebeschuss gaben die Venezianer schließlich auf. Wenige Tage darauf nahm Maximilian I. die Burg höchstpersönlich in Besitz. Mit der Burg Peutelstein fiel auch das gesamte Ampezzaner Becken zur Grafschaft Tirol. In den nachfolgenden Jahren wurde die Anlage nur notdürftig repariert. 1619 wurde sie grundlegend mit einem ungleichmäßigen achteckigen Grundriss umgebaut.
Mit der Eröffnung des Freihafens von Triest 1719 verlor die Burg immer mehr an strategischer Bedeutung, bis die Kosten für den Unterhalt den militärischen Wert der Anlage überstiegen. Die Burg wurde 1782 für 500 Gulden versteigert. Die erste Auktion war erfolglos, also senkte man den Preis auf 300, und im folgenden Jahr wurde sie von den Regole, der Talgemeinschaft, in Ampezzo gekauft, verfiel jedoch zur Ruine. Im Jahr 1794 wurde die kaiserlich-königliche Verwaltung um die Erlaubnis zum Abriss gebeten.
Während des Tiroler Volksaufstandes 1809 und im Jahr 1848 hatte der Burgplatz zuletzt eine militärische Relevanz. Nach der Besetzung Ampezzos im Ersten Weltkrieg durch italienische Truppen im Sommer 1915 baute die italienische Armee auf dem Hügel eine Reihe von kavernierten Stellungen (die heute noch vorhanden sind) mit Beobachtungsposten für leichte Artillerie, Maschinengewehren und Schützengräben, was zur endgültigen Zerstörung der Burg beitrug.
Im Jahr 2001, anlässlich des 500. Jahrestages der Eroberung von Ampezzo durch Kaiser Maximilian I. wurden die Überreste der Burg restauriert und das Gelände, auf dem sie steht, gerodet.

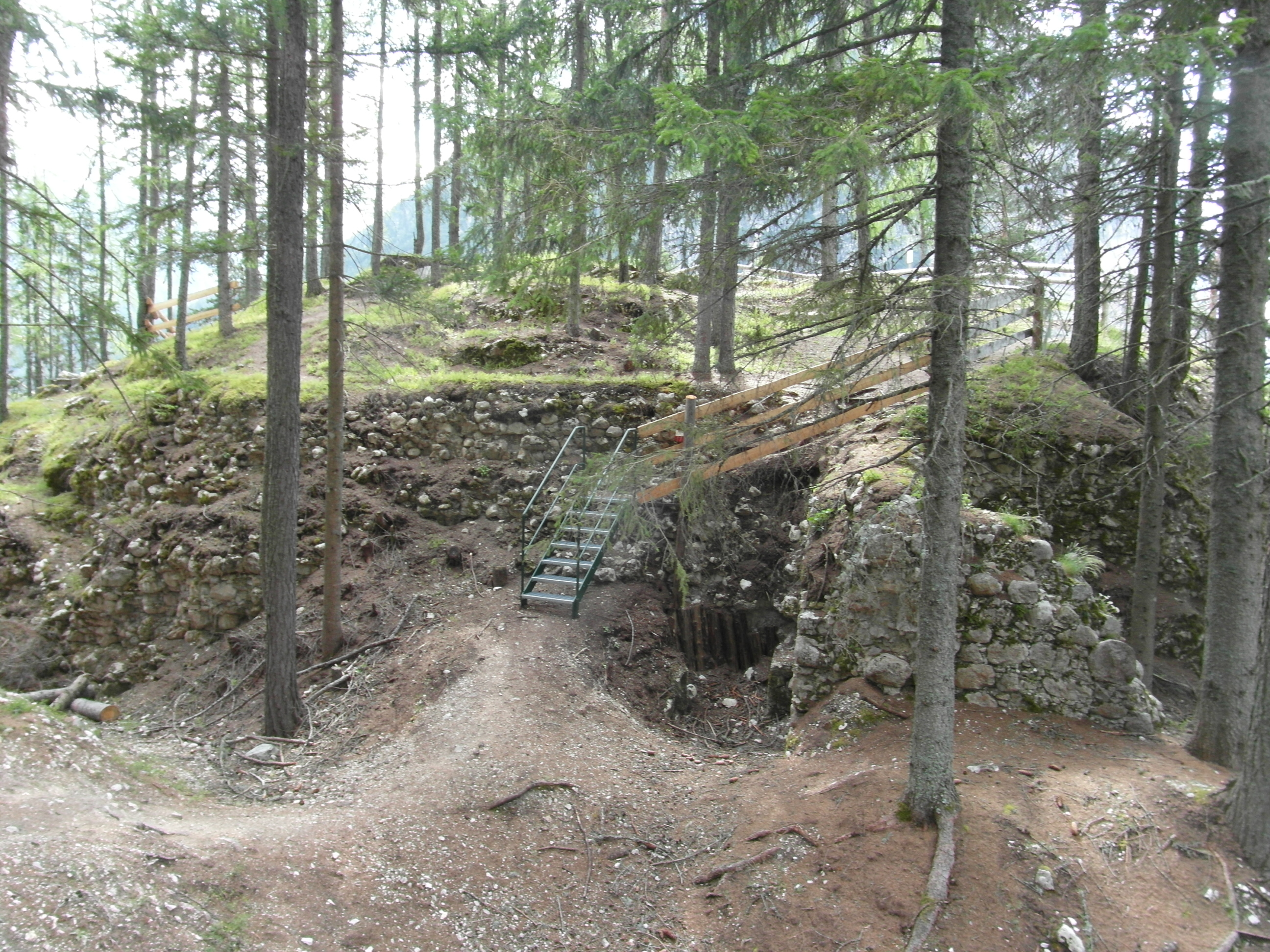
Bei Grabungen freigelegte Mauern auf der Kuppe des Burghügels
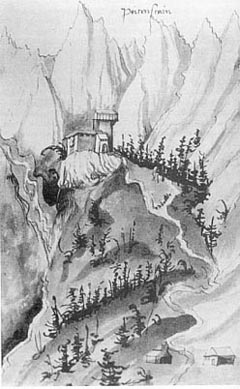
Bildnis der Burg aus dem 15. Jahrhundert
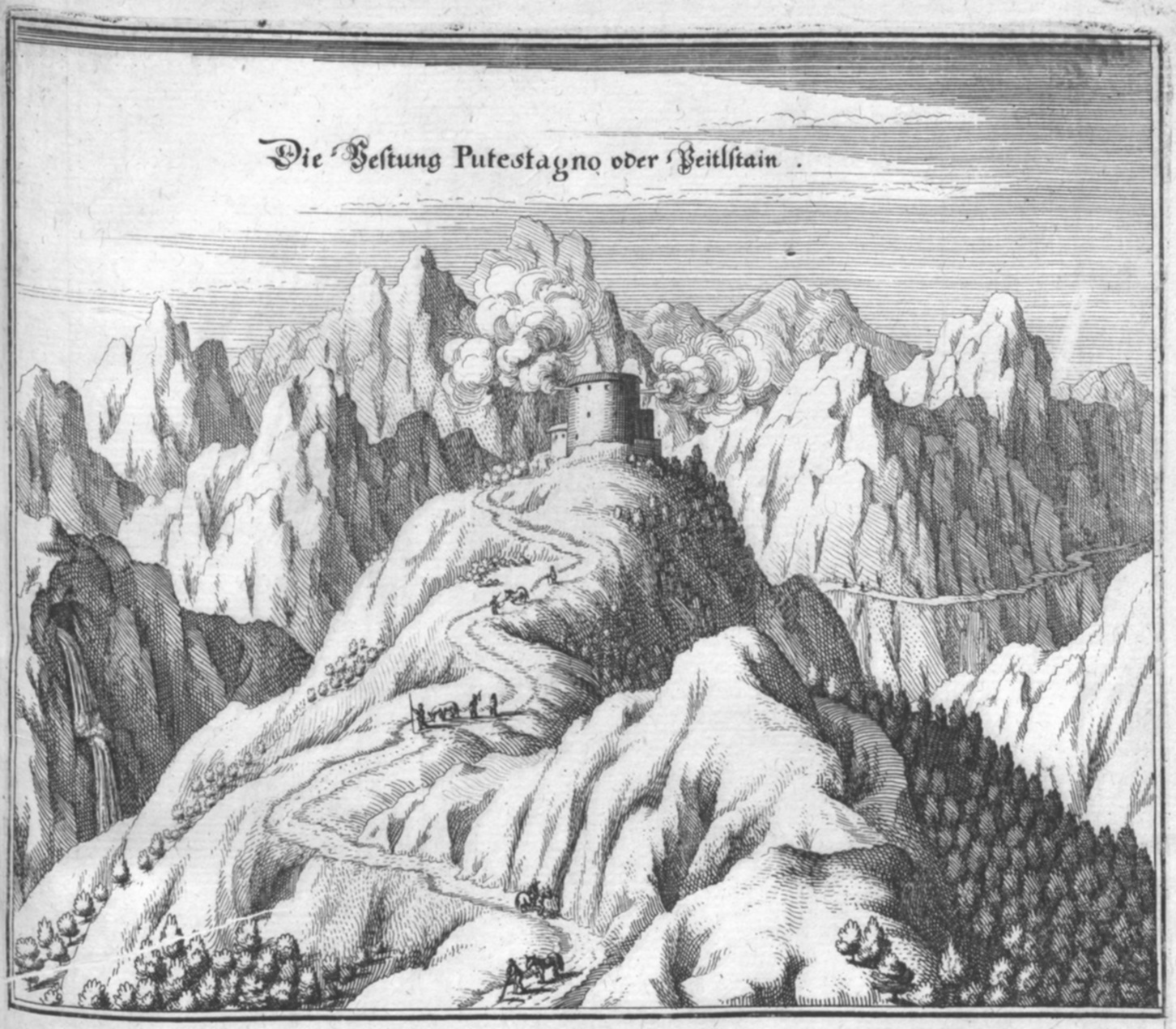
„Festung Putestagno oder Peitlstain“ Kupferstich aus der Topographia Germaniae von Matthäus Merian
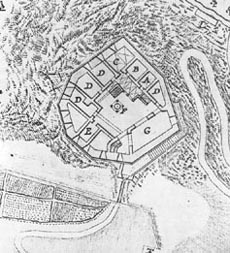
Der achteckige Grundriss nach dem Umbau im 17. Jahrhundert